# 特丝·斯豪滕
特丝·斯豪滕（荷蘭語：Tes Schouten，2000年12月31日—），荷兰女子游泳运动员，2022年世界短池游泳锦标赛女子100米蛙泳银牌得主和女子200米蛙泳铜牌得主、2023年世界游泳锦标赛女子200米蛙泳铜牌得主。